# Alfa (мексиканская компания)
Alfa SAB de CV — мексиканская холдинговая компания, её основными дочерними структурами являются Alpek (нефтехимия) и Sigma (мясная и молочная продукция). Штаб-квартира находится в городе Сан-Педро-Гарса-Гарсия (пригород Монтеррея, штат Нуэво-Леон).

## История
Предшественником компании является пивоварня Cerveceria Cuauhtemoc, основанная в 1890 году в Монтеррее Исааком Гарса Гарса (Isaac Garza Garza). В следующие десятилетия пивоварня разрослась в крупный промышленный концерн Monterrey Group, который включал, в частности, сталелитейную компанию Hojalata y Laminas S.A. (Hylsa). В 1973 году глава группы, Эухенио Гарса Сада, был убит членами организации «Коммунистическая лига 23 сентября», после чего группа распалась на 4 части. Крупнейшую из них, Grupo Industrial Alfa, возглавил Бернардо Гарса Сада; она включала Hylsa, а также компании Empaques de Carton Titan (производство упаковки, основана в 1926 году); Nylon de Mexico (синтетические волокна, основана в 1952 году) и Polioles (химическая промышленность, основана в 1962 году). Alfa в 1970-х годах расширила деятельность в нефтехимию, производство сельскохозяйственной техники, сборку телевизоров и туризм; были созданы совместные предприятия с такими компаниями, как DuPont, Ford и Hitachi. В 1978 году Alfa вошла в список Fortune Global 500, единственная компания из Мексики, не считая Pemex. К 1980 году Alfa стала крупнейшей частной компанией Латинской Америки.
Рост Grupo Industrial Alfa резко оборвался в 1981 году, который группа закончила с убытком 120 млн долларов. В следующем году начался кризис во всей Мексике, вызванный падением цены на нефть. К середине 1982 года группа уже не могла обслуживать свой долг, началась реструктуризация и распродажа предприятий, на ключевых постах членов семьи Гарса сменили представители кредиторов, в основном зарубежных банков. Alfa смогла вернуться к прибыли только в 1988 году, у группы осталось три подразделения: сталь (Hylsamex), нефтехимия (Alpex) и продовольствие (Sigma Alimentos). В 1996 году Alfa выступила соучредителем телекоммуникационной компании Alestra, партнёрами были Valores Industriales, Bancomer и AT&T. В 2006 году Alfa выкупила долю Bancomer, а в 2011 году — долю AT&T.
В 2020 году стала самостоятельной компания Nemak, поставщик комплектующих для автомобильной промышленности, в основном изделий из алюминия. В 2023 году была выделена компания Axtel (ранее Alestra), оператор волоконно-оптических сетей и дата-центров.

## Деятельность
Выручка холдинга за 2023 год составила 291 млрд мексиканских песо ($16,4 млрд), из них на Мексику пришлось 44 %, на США — 24 %, на Центральную и Южную Америку — 9 %, на Европу и другие регионы — 25 %.
Подразделения по состоянию на 2023 год:
- Sigma Alimentos[англ.] — производство охлаждённой и замороженной мясной продукции, а также молочной продукции (сыров, йогуртов); 52 % выручки;
- Alpek[англ.] — производство полиэтилена, полипропилена, пенополистирола; 35 заводов в 9 странах; 47 % выручки;
- другая деятельность — Newpek[англ.] (нефтегазодобывающая компания) и другие неосновные активы, 1 % выручки.

В списке крупнейших публичных компаний мира Forbes Global 2000 за 2024 год Alfa заняла 1932-е место.